# Robinsons Equitable Tower
De Robinsons Equitable Tower, voorheen bekend als de Robinsons PCI Bank Tower, is een wolkenkrabber in Pasig, Filipijnen. De bouw van de kantoortoren begon in 1995 en werd in 1997 voltooid door D.M. Consunji, Inc.

## Ontwerp
De Robinsons Equitable Tower is 175 meter hoog en telt 45 verdiepingen. Het bevat naast 12 personenliften en een goederen lift, ook parkeerruimte, die zich uitstrekt over 4 ondergrondse en 5 bovengrondse verdiepingen. Het is door Hellmuth, Obata and Kassabaum in postmodernistische stijl ontworpen en heeft een gevel van glas en aluminium.